# قصر الشعب (دمشق)
قصر الشعب هو الاسم الذي يُطلقُ على القصر الرئاسي الذي يُقيم فيه الرئيس السوري في العاصِمة دمشق. ويعد مع قصر تشرين المقر الرئيسي لمنصب رئيس الجمهورية. يقعُ هذا القصر في غرب المدينة وبالتحديدِ في جبل المزة شمال حي المزة بجانب جبل قاسيون الذي يطل على المدينة. يُغطّي المبنى الرئيسي مِساحة 31.500 متر مربع (340.000 قدم مربع) حيث تُعدّ كامل هضبة جبل المزة جزء من مباني القصر كما أنّهُ محاط بجدار الأمن والحرس وأبراج المراقبة. يوجدُ أمام المبنى نافورة كبيرة وبعض البيوت الفارغة.
يعود الفضل في تصميم هذا القصر إلى المهندس المعماري الياباني كنزو تانغه لكن وبالرغم من ذلك فهناك شائعات تُفيد بأن كنزو قد استقال من المشروع قبل بدء بناء القصر. جدير بالذكر هنا أن البوابات النحاسية التي تُميز القصر قد تم إنشاؤها من قبل الفنان السوري-اليهودي موريس نصيري.
تُغطّي مباني القصر حوالي 510.000 متر مربع (5.500.000 قدم) حيث يشملُ مستشفى خاص ومقر الحرس الجمهوري. يُعتبَرُ حافظ الأسد أول من أمر ببناء هذا القصر وذلك في عام 1979. كثيرا ما يُستخدم القصر في استضافة الوفود الأجنبية وحكومات الزوّار. اجتمعَ في 27 تشرين الأول/أكتوبر 1994 الرئيس الأمريكي بيل كلينتون مع حافظ الأسد في القصر للتفاوض على خطة سلام بين سوريا وإسرائيل.